# Miguel Bernardeau

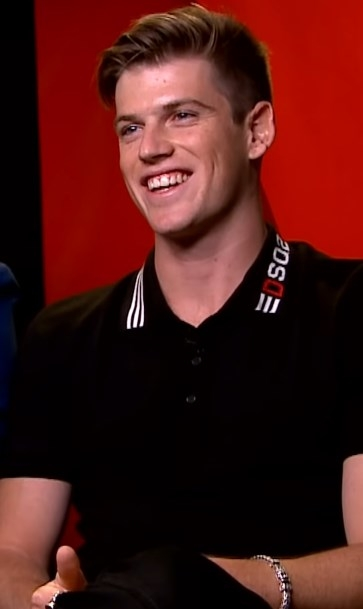
Miguel Bernardeau (2018)

Miguel Bernardeau Duato (* 12. Dezember 1996 in Valencia) ist ein spanischer Schauspieler, der für seine Rolle als Guzmán in der Netflix-Webserie Élite einem breiteren Publikum bekannt ist.

## Leben
Miguel Bernardeau ist der Sohn der Schauspielerin Ana Duato und des Produzenten Miguel Ángel Bernardeau. Er studierte Schauspiel in den Vereinigten Staaten an Schauspielschulen wie dem Santa Monica College und der American Academy of Dramatic Arts. In Spanien begann er seine berufliche Laufbahn in der Serie Tell Me How It Happened, in der er 2016 einen Soldaten verkörperte. 
Im Jahr 2018 erhielt Bernardeau mit seiner Rolle als Isaac in Hounds und seinem Engagement für die Élite-Besetzung seine ersten wichtigen Rollen. Später spielte er in Ola de Crímenes, einer Komödie von Gracia Querejeta, mit. In Élite, seiner bisher bekanntesten Arbeit, spielt er Guzmán, einen Teenager aus einer wohlhabenden Familie, der sein Leben ändert.  
Seit 2018 ist Bernardeau mit der Sängerin Aitana Ocaña liiert.

## Filmografie (Auswahl)
- 2017: Es por tu bien
- 2017: Inhibidos (Fernsehserie, 7 Folgen)
- 2018–2021: Élite (Fernsehserie, 32 Folgen)
- 2022: 1899 (Fernsehserie, 8 Folgen)
- 2022: Our Only Chance (Fernsehserie, 5 Folgen)
- 2024: Zorro (Fernsehserie)